# Stevoort

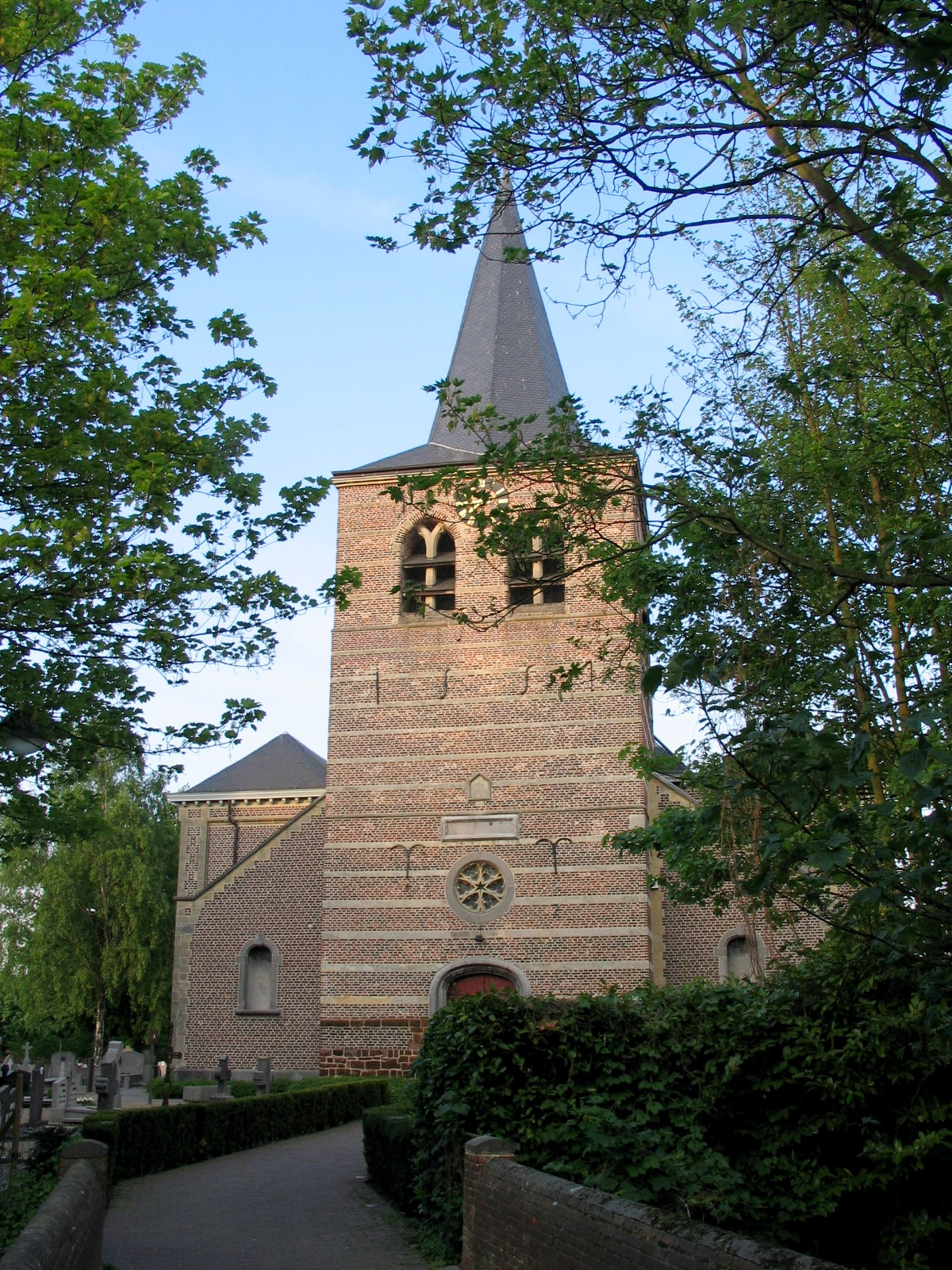
De Sint-Martinuskerk

Stevoort is een deelgemeente van Hasselt in de Belgische provincie Limburg, het was een zelfstandige gemeente tot aan de gemeentelijke herindeling van 1977.

## Etymologie
Het dorp Stevoort werd in 1136 als Steinvert genoemd, 11 jaar later werd het geschreven als Sintvort. In 1256 werd de plaats als Stevoort gemeld. De plaatsnaam zou wad met stenen betekenen, stein of stin is afgeleid van het Germaanse woord 'stains', wat voor steen staat, en vert/vort zou afgeleid zijn van 'furdu', wat 'doorwaadbare plaats' betekent. De naam herinnert dus aan de primitieve manier waarop onze voorouders een doorgang door een waterloop maakten, zoals ook in naam van de steden Steinfurt in Duitsland en Stamford in Engeland.

## Geschiedenis
Stevoort bestond uit twee heerlijkheden, en wel Groot-Stevoort ten zuiden van de Herk, en Klein-Stevoort ten noorden van dit riviertje. Groot-Stevoort had Luikse rechtspraak; Klein-Stevoort had daarentegen Loonse rechtspraak. Klein-Stevoort was in bezit van de familie Van Pietersheim. Groot-Stevoort was in bezit van de familie Van Steynvorde, en in de loop van de 14e eeuw kwam deze ook in bezit van Klein-Stevoort. Hun kasteel, een waterburcht, staat bekend als de Mariaburcht en lag op de noordoever van de Kleine Herk. Omstreeks 1450 stierf het geslacht Van Steynvorde uit, en Groot-Stevoort kwam in het bezit van de prins-bisschop, als graaf van Loon. Vanaf 1619 werd Groot-Stevoort verpand. Klein-Stevoort, een Loons leen, kwam in handen van de familie Ingelbrechts, daarna De Rougrave tot 1630, De Groot tot 1701, en ten slotte De Libotton en, vanaf 1826,  Palmers. Telgen van de laatste familie bleven kasteelheer. Charles Palmers bouwde in 1880 een auto, die echter heel zwaar was en hooguit 10 km/uur kon halen.
Pas in de 2e helft van de 20e eeuw kwam een rechtstreekse verbinding met Hasselt tot stand, en de verbinding met Alken pas in de 1e helft van de 20e eeuw.

## Demografische ontwikkeling
- Bronnen:NIS, Opm:1831 tot en met 1970=volkstellingen; 1976 = inwoneraantal op 31 december

## Bezienswaardigheden
- De in 2003 gerestaureerde Sint-Martinuskerk
- De watermolens op de Herk, namelijk de Dorpsmolen en de Elsartmolen
- Het kasteel van Stevoort, nu de school Mariaburcht
- Diverse boerderijen en vakwerkhuizen

## Natuur en landschap
Stevoort bevindt zich in de vallei van de Herk, welke hier in noordwestelijke richting stroomt en ten westen van Stevoort de Wijerbeek in zich opneemt. Het ligt in vochtig-Haspengouw en de hoogte varieert tussen 30 en 52 meter.
Natuurgebieden zijn: de Beemden langs de Herk, in het zuidoosten; het Zusterkloosterbos en het Herkenrodebos in het noorden, en een restant van het Sterrebos, het vroegere landgoed van het Kasteel van Stevoort.

## Nabijgelegen kernen
Herk-de-Stad, Kermt, Kuringen, Hasselt, Sint-Lambrechts-Herk, Wijer